# Saíde Baracá
Maleque Saíde Naceradim Baracá (em árabe: الملك السعيد ناصر الدين برك; romaniz.: al-Malik al-Said Nasir al-Din Barakah), dito Saíde Baracá, foi um sultão mameluco da dinastia Bahri que reinou, adolescente, no Egito entre 1277 e 1279. Ele era filho do sultão Baibars, que o antecedeu no trono.

## História
Baracá nasceu no Cairo e sua ascensão ao trono correu de maneira tranquila. Uma vez instalado, ele tentou limitar o poder dos emires que ele herdou da administração do pai e um deles, o vice-rei do pai, morreu em circunstâncias suspeitas. Outros foram presos e soltos em seguida. No lugar deles, Baracá promovia seus próprios mamelucos. Além disso, ele enviou Calavuno e Baisari, dois dos mais poderosos emires, para realizar raides na Armênia Cilícia em Calate Arrum, em 1279, para mantê-los ocupados longe da corte e do poder. Para isto, cada um deles recebeu um exército de 10 000 soldados. O plano de Baracá era prendê-los assim que retornassem ao Cairo, mas outro emir, Cuvenduque, os avisou sobre o plano do sultão e, quando eles retornaram, Baracá foi forçado a abdicar. 
Seu irmão Solamish, de apenas sete anos de idade, foi alçado ao trono em seu lugar sob a guarda de Calavuno, que se tornou o sultão de facto.
Exilado em Caraque, na Jordânia, ele morreu em 1280, com apenas vinte anos de idade.